# Robert Dickie
Robert Joseph Andrew Dickie, né le 3 mars 1996 à Wokingham, est un footballeur britannique qui joue au poste de défenseur à Bristol City.

## Biographie

### En club
Formé au Reading, Dickie fait ses débuts professionnels en prêt à Basingstoke Town. Il prend part à sa seule rencontre avec Reading contre Blackburn Rovers en Championship.  Il est prêté à Cheltenham Town et Lincoln City.
Le 4 janvier 2018, il rejoint Oxford United. Le 1er septembre 2020, il rejoint Queens Park Rangers.

### En sélection
Dickie a joué pour Angleterre -18 ans et Angleterre -19 ans. 

## Palmarès

### En club
- Cheltenham Town
  - Vainqueur de la National League[Laquelle ?] en 2015-2016

### Distinctions personnelles
- Membre de l'équipe-type de troisième division anglaise en 2020.